# Molly Kiely
Pour les articles homonymes, voir Kiely.
Molly Maud Kiely (née le 10 octobre 1969), est une dessinatrice alternative canado-américaine connue pour l'érotisme de ses dessins. Son travail est publié par Fantagraphics / Eros Comix et a influencé d'autres artistes tels que Jess Fink. 

## Biographie
Mollye Maud Kiely est née en 1969à Bracebridge, en Ontario, a grandi à Kitchener et a fréquenté l'Université de Waterloo. Elle est passionnée de dessin depuis son plus jeune âge  et a découvert la bande dessinée grâce à Krazy Kat et Li'l Abner. Elle a créé sa première mini bande dessinée en 1991 au San Diego Comic-Con. Elle a quitté le Canada pour San Francisco en 1992. 
Sa première bande dessinée, Communion, est une collaboration avec J. Hagey basée sur un poème. Il a été publié par Eros Comix de Fantagraphics en 1992. En 1993, Wooley Comics lui commande une adaptation comique du roman Philosophie dans le boudoir du marquis de Sade. 
Elle décrit son travail comme un « style épuré » comparé à Aubrey Beardsley et Jaime Hernandez. 
La nature pornographique de son travail fait parfois l’objet de débats voire de jugements de la part de féministes. En vertu de l'article 163 du Code criminel canadien, le bureau des douanes et des postes du Canada a confisqué le travail de Molly Kiely en 1995. 
Son travail influence d'autres artistes comme Jess Fink. 
Elle a une fille avec son mari en 2007. Elle devient veuve en 2015. Depuis 2017, Kiely réside à Tucson, en Arizona, avec sa fille.